# 鳴滝 (京都市右京区)
鳴滝（なるたき）は、京都市右京区の地名。
地名の由来は、この地に小さな滝があり、ある時、その小滝がゴーゴーと凄い轟音をたてていた。小滝は「鳴滝」と呼ばれ、村の方も「鳴滝の里」と呼ばれるようになった、というものである。
毎年、12月9日・10日の両日は、鳴滝本町の、通称・大根焚寺として知られる了徳寺の大根焚き（報恩講）で賑わう。
鳴滝泉谷町の法蔵寺前には、尾形乾山の陶窯跡がある。乾山は、1689年（元禄2年）、御室に閑居を構え、習静堂と号した。その後、野々村仁清に陶芸を学び、1699年（同12年）、鳴滝村に開窯した。また、この窯が都の乾の方角にあるため、乾山と号したという。
シーボルトで有名な長崎の鳴滝は、第24代長崎奉行の牛込忠左衛門勝登が、この地にあやかって名付けたもの。